# Раскручи (Клуж)
Раскручи (рум. Răscruci) насеље је у Румунији у округу Клуж у општини Бонцида. Oпштина се налази на надморској висини од 290 m.

## Становништво
Према подацима из 2002. године у насељу је живело 1653 становника.

### Попис2002.
| Расподела становништва по националности 2002.‍ | Расподела становништва по националности 2002.‍ | Расподела становништва по националности 2002.‍ | Расподела становништва по националности 2002.‍ | Расподела становништва по националности 2002.‍ |
| --------------------------------------------- | --------------------------------------------- | --------------------------------------------- | --------------------------------------------- | --------------------------------------------- |
|                                               |                                               |                                               |                                               |                                               |
| Румуни                                        | Румуни                                        |                                               | 1.108                                         | 67,1%                                         |
| Мађари                                        | Мађари                                        |                                               | 301                                           | 18,2%                                         |
| Роми                                          | Роми                                          |                                               | 243                                           | 14,7%                                         |